# トッテナム・ホットスパーFC
- トッテナム・ホットスパーFC
- トットナム・ホットスパーFC
- トテナム・ホットスパーFC

トッテナム・ホットスパー・フットボール・クラブ（英: Tottenham Hotspur Football Club、イギリス英語発音: [ˌtɒtnəm-ˈhɒtspəː-]）は、イングランドの首都ロンドン北部をホームタウンとする、プレミアリーグに加盟するプロサッカークラブである。「トットナム・ホットスパー」と表記されることもある。愛称はスパーズ（Spurs）。

## 概要
クラブのモットーはラテン語で「Audere est Facere（英語訳「To Dare Is to Do」）。クラブ名の「ホットスパー」は、トッテナム湿地を英国貴族パーシー家が所有していたことから、同家の祖先である中世イングランドの騎士ヘンリー・パーシーのあだ名「ホットスパー」から取ったものである。
1901年に初めてFAカップを制した。これはフットボールリーグの設立以降にノン・リーグ・クラブがFAカップを制した唯一の事例である。1960-61シーズンにリーグカップとFAカップを制し、これらの大会の2冠（ダブル）を達成した20世紀初のクラブとなった。1962年にFAカップを連覇し、1963年にヨーロピアンカップウィナーズカップを制し、欧州のクラブ大会を制したイギリス初のクラブとなった。1970年代にリーグカップを2度制し、1972年にUEFAカップ（現UEFAヨーロッパリーグ）の初代王者となった。異なる2つの主要な欧州タイトルを獲得したイギリスのクラブはトッテナムが初めてである。1978年よりイングランドのトップリーグであるプレミアリーグに所属し続ける。フットボールリーグ時代に2回の優勝記録を持つが、プレミアリーグの優勝経験はない。
地元のアーセナルとは長年ライバル関係にあり、両者の対戦はノース・ロンドン・ダービーと呼ばれる。
チームカラーの白と紺は、1888-89シーズンにリーグ戦とカップ戦の2冠を達成したプレストン・ノースエンドのキットカラーである。1898年以降は白のシャツと紺のパンツが基本スタイルとなり、現在まで続いている。
世界最大の会計事務所である『デロイト』が公表したデロイト・フットボール・マネー・リーグによると、2020-21シーズンのトッテナムのクラブ収入は4億620万ユーロでヨーロッパ第10位に位置しており、3億6650万ユーロでヨーロッパ第11位に位置するライバルのアーセナルを上回っている。
エンブレムには雄鶏が描かれている。これは、紋章学で「戦いの準備・覚悟ができている」という意味がある。

## 歴史

### 創設
1882年9月5日火曜日、オール・ハロウズ・チャーチと呼ばれるロンドンのトッテナム地区にある教会の聖書研究会に所属するグラマースクールの学生によって創設された。結成当初の名前はホットスパーFCであり、彼らはホットスパークリケットクラブのメンバーでもあった。「ホットスパー」という名称は14世紀にこの地域に住んでおり、その子孫が近隣に土地を所有していたヘンリー・ホットスパー・パーシーと関連していると言われている。1884年、既に定着していた「ホットスパーFC」との混同を避けるため、トッテナム・ホットスパーFCと改称した。1950-51シーズンにリーグ初制覇。1960-61シーズンにリーグとFAカップの2冠を獲得、1962-63シーズンには初の欧州タイトルとなるUEFAカップウィナーズカップを獲得した。

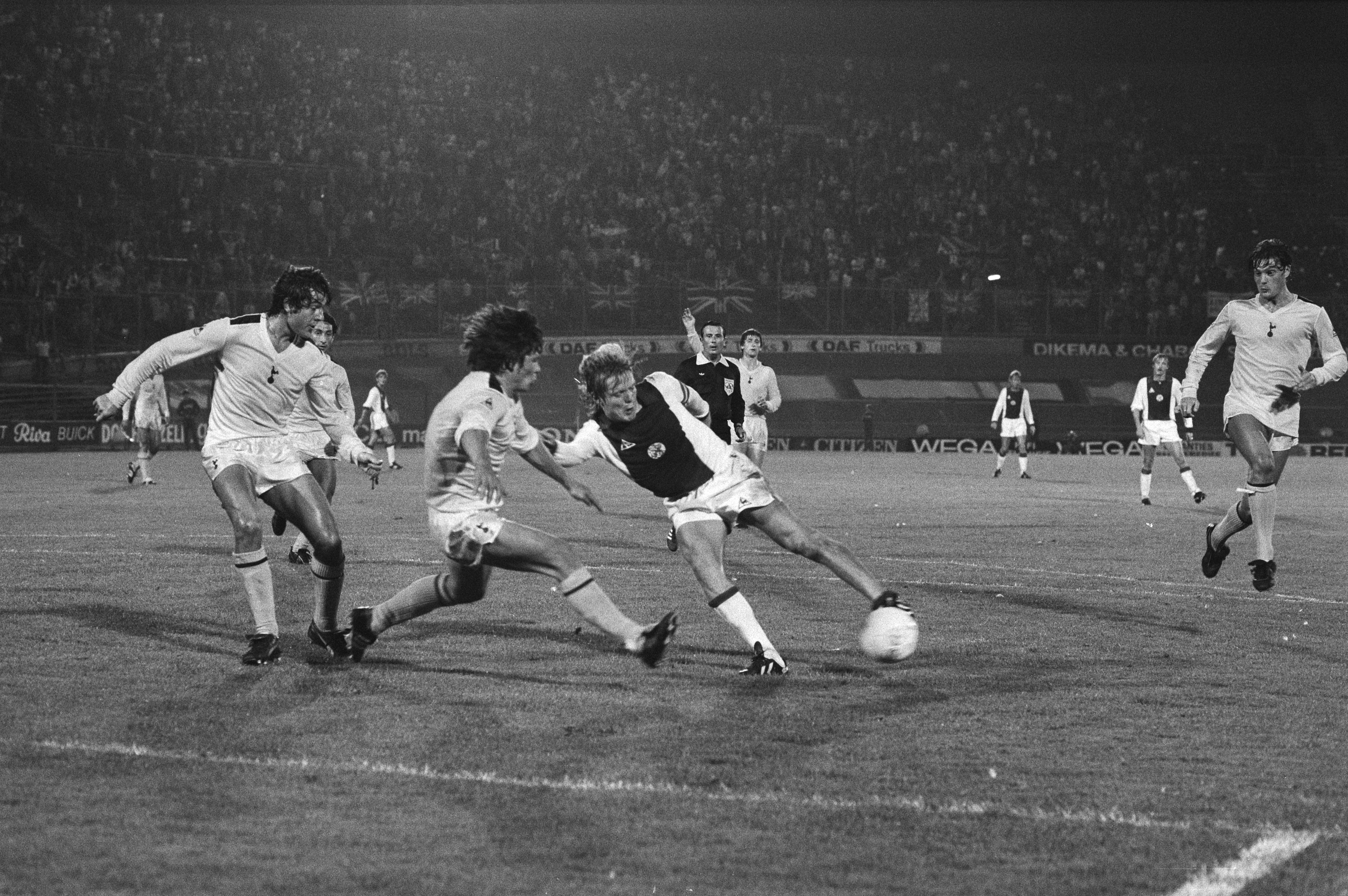
UEFAカップウィナーズカップ 1981-82・アヤックス戦の様子

1975年にグレン・ホドルが加入、1978-79シーズンにオズワルド・アルディレスとリカルド・ビジャが加入し、1980-81、1981-82シーズンのFAカップを連覇、1983-84シーズンにはUEFAカップを制した。
1990-91シーズン、ゲーリー・リネカー、ポール・ガスコインら擁して7シーズン振りのタイトルとなったFAカップ優勝を果たした。

### 欧州の舞台へ

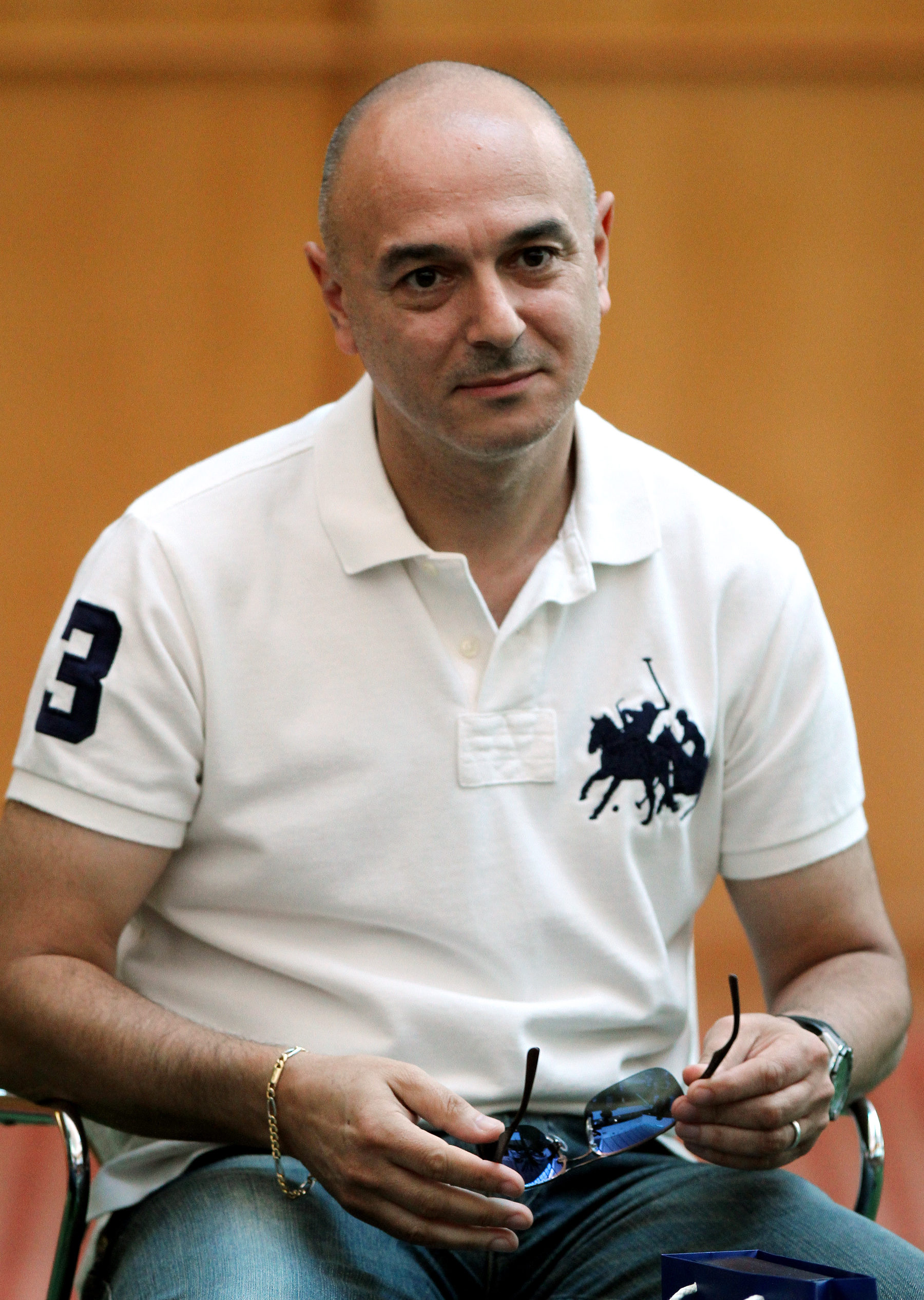
会長のダニエル・リーヴィーはケンブリッジ大学を首席で卒業している。

2001年よりジョー・ルイスが率いるイギリスの投資会社ENICインターナショナルLtd.がクラブの所有権を握り、ダニエル・リーヴィーが会長に就任した。2005年にダミアン・コモリをスポーツディレクターとして招聘し、この時期にディミタール・ベルバトフやガレス・ベイル、ルカ・モドリッチらを獲得した。
2005-06シーズンはチャンピオンズリーグ出場まであと一歩のところで足踏みし5位。しかし当時の監督マルティン・ヨルやファンデ・ラモスに補強に関する権限を与えなかったことからトラブルが起こり、その後チームは一時低迷する。
2008年10月にハリー・レドナップが監督に就任。同時にSD職を廃しチーム編成は監督と会長のリーヴィが主導するスタイルに改められた。
2009-10シーズンは、ウィガン戦でプレミアリーグ史上2番目の得点差となる9-1で圧勝するなど、プレミアリーグ発足後のクラブ史上最高位となる4位となり、クラブ史上初めてUEFAチャンピオンズリーグ出場権を獲得した。これによって、2005-06シーズンから2008-09シーズンまで続いたいわゆるビッグ4（アーセナル、チェルシー、マンチェスター・ユナイテッド、リヴァプール）によるチャンピオンズリーグの出場権独占を終わらせた。

### 2010年代

#### 2010-11シーズン
2010年にENICが前オーナーのアラン・シュガーやイージーグループの総帥ステリオス・ハジ＝イオアヌが持つ株式を買収し、クラブ株式の85％を持つに至る。2010-11シーズンの夏の移籍市場ではレアル・マドリードからラファエル・ファン・デル・ファールトを獲得するなどをして注目を浴びた。初のチャンピオンズリーグでは、イタリアの強豪インテル・ミラノを抑えてグループリーグを1位通過するとベスト16では同じくイタリアの強豪ACミランを破ってベスト8に進出して健闘した。一方、プレミアリーグではフォワード陣の得点不足やキーパーの凡ミスなどが問題となって5位となり、2年連続のチャンピオンズリーグ出場はならずELに出場することになった。

#### 2011-12シーズン

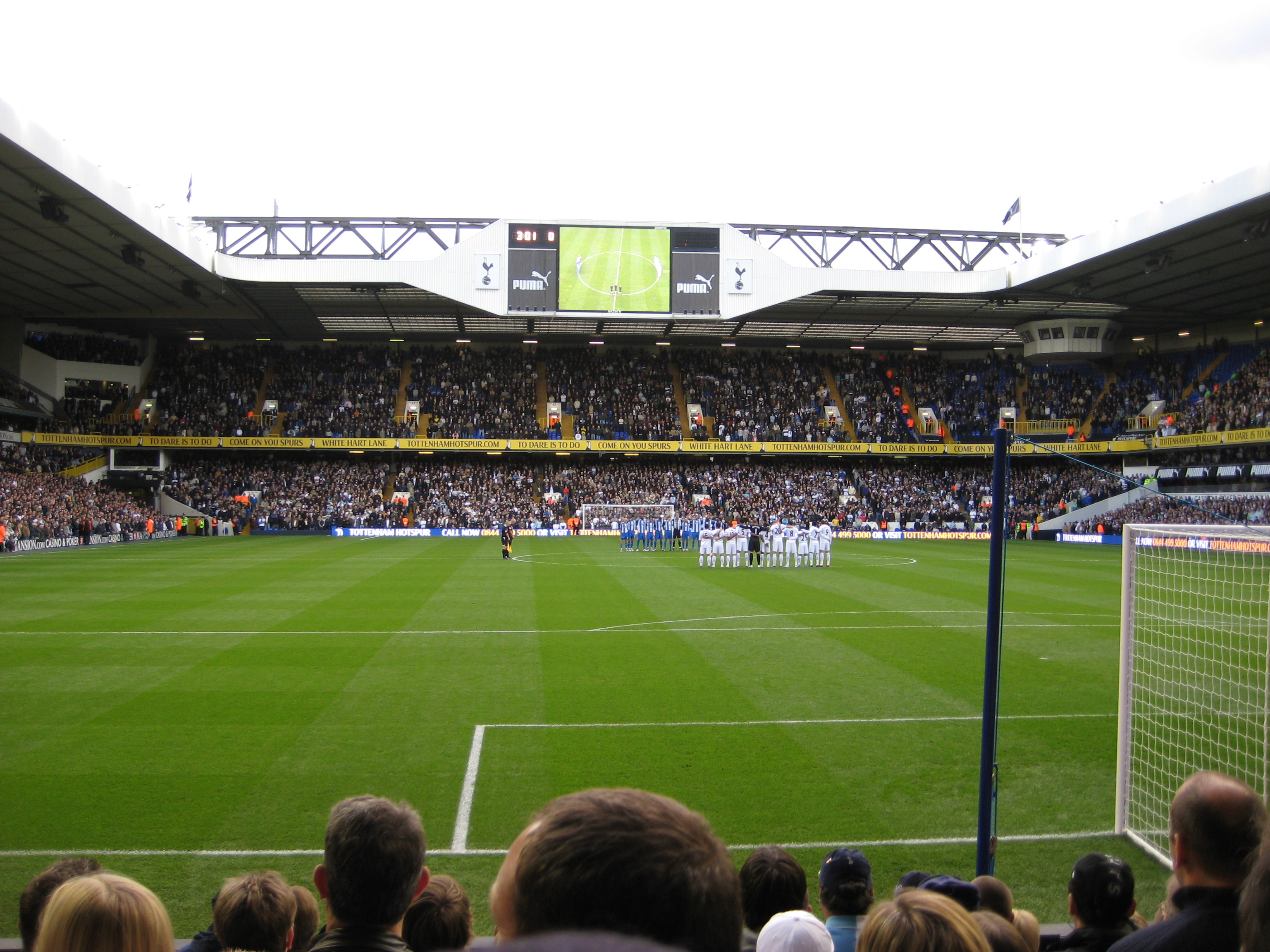
旧本拠地ホワイト・ハート・レーン

2011-12シーズンは得点不足を解消するためにマンチェスター・シティからエマニュエル・アデバヨールをレンタルで、加えてブラッド・フリーデルやスコット・パーカーなども獲得し、前シーズンの不安要素を中心とした補強がされた。また冬の移籍市場では元マンチェスター・ユナイテッドのルイ・サハなども獲得した。ヨーロッパリーグではターンオーバーに徹して主力を温存したこともあり、PAOKテッサロニキ、FCルビン・カザンに次ぐ3位でグループステージ敗退。プレミアリーグでは4位となり、一時はチャンピオンズリーグ出場権を獲得したが、プレミアリーグを6位で終えたチェルシーがこの年のチャンピオンズリーグで優勝し前年優勝クラブ枠を手にしたため、トッテナムはヨーロッパリーグへ回ることとなった。2012年1月には、収容人数が4万人に満たないホワイト・ハート・レーンに代わる新たなスタジアムの建設に向け、クラブの非上場化の手続きを完了した。

#### 2012-13シーズン
2012年6月14日、レドナップの退任が発表された。7月3日に新監督としてアンドレ・ビラス・ボアス就任を発表した。それに続いてギルフィ・シグルズソンとヤン・フェルトンゲンを獲得した。さらにはエマニュエル・アデバヨールを買い取り、フラムFCからムサ・デンベレとクリント・デンプシーを獲得し、フリーデルの後継者としてウーゴ・ロリスも獲得した。一方でモドリッチを移籍金3330万ポンドでレアル・マドリードに売却し、同時にレアル・マドリードと業務提携を結んでいる。さらに冬の移籍市場では、シャルケ04からドイツ代表のルイス・ホルトビーを獲得した。

#### 2013-14シーズン
2013年夏、チームの顔であるガレス・ベイル移籍の噂が大きく報道される中、移籍市場では積極的に動き、チームを強化するためこれまで主力選手だった、クリント・デンプシー、トム・ハドルストーン、ジェイク・リヴァーモア、前主将のウィリアム・ギャラス、さらには副主将のスコット・パーカーまでもを放出し、巨額の資金を投じてブラジル代表パウリーニョや当時のクラブ史上最高額の移籍金となる約3000万ユーロで、スペイン代表ロベルト・ソルダード、ベルギー代表ナセル・シャドリ、フランス代表エティエンヌ・カプエを獲得するなど大型補強を敢行した。2013-14シーズン開幕戦クリスタル・パレス戦、第2節のスウォンジー戦共に、新加入のソルダードのPKでどちらも1-0で勝利し、幸先の良いスタートを切った。さらに補強の手を緩めずエリク・ラメラ、クリスティアン・エリクセン、ヴラド・キリケシュといった各国の代表クラスの選手を獲得し、この移籍市場での投資額は、レアル・マドリード、パリ・サンジェルマンに次ぐと見られる約160億円に上った。特にエリクセンの獲得はチームの攻撃に大きなオプションを与えた。そして9月1日にベイルを史上最高額の8500万ポンドでレアル・マドリードに売却することを発表、背番号11番はエリク・ラメラが受け継いだ。
2013-14シーズンは前述の大型補強にも拘らず11月24日のマンチェスター・シティ戦で0-6の大敗、12月15日のリヴァプール戦で0-5の大敗を喫するなど調子が上がらず、12月16日にビラス・ボアスは解任された。後任として、ティム・シャーウッドがアシスタントコーチから暫定監督を経て正式に監督に就任、ビラス・ボアス時代に冷遇されていたエマニュエル・アデバヨールを起用して、彼が再びエースの地位を取り戻すチャンスを与えた。輝きを取り戻したアデバヨールに加え、エリクセン、レノンのコンディションも順調に整い、元日のマンチェスター・ユナイテッドFC戦で勝利するなどして短期間で一気に順位を上げる事に成功したが、その後も優勝争いには絡むことなく6位に終わりCL出場権を逃した。

#### 2014-15シーズン
2013-14シーズン終了後にシャーウッドは解任され、新監督にサウサンプトンFCで好成績を残したマウリシオ・ポチェッティーノを招聘した。2014年6月9日にはベテランGKブラッド・フリーデルが1年間の契約延長発表と同時にクラブのアンバサダーに就任した。
2014-15シーズンは、ベンジャミン・スタンブリ、フェデリコ・ファシオ、ミシェル・フォルム、ベン・デイヴィス、エリック・ダイアー、デアンドレ・イェドリンなど守備に重きを置いた補強を展開した。ベルギー代表のナセル・シャドリが開幕から5試合で4得点を決めるなど、前シーズンに「失敗」の格印を押された選手達が活躍を始めた。

#### 2015-16シーズン
夏の移籍市場ではパウリーニョ、エティエンヌ・カプエ、ユネス・カブール、ルイス・ホルトビー、アーロン・レノン、ロベルト・ソルダードらが移籍した一方、ケヴィン・ヴィマー、キーラン・トリッピアー、トビー・アルデルヴェイレルト、クリントン・エンジ、ソン・フンミンを獲得した。
プレミアリーグではレスター・シティと優勝争いを演じ、終盤に失速したものの3位でフィニッシュした。これによりUEFAチャンピオンズリーグの出場権を得た。トビー・アルデルヴェイレルト、ダニー・ローズ、ハリー・ケイン、デレ・アリがPFA年間ベストイレブンに選出された。ケインはリーグ得点王と、アリはPFA年間最優秀若手選手賞とのダブル受賞であった。

#### 2016-17シーズン

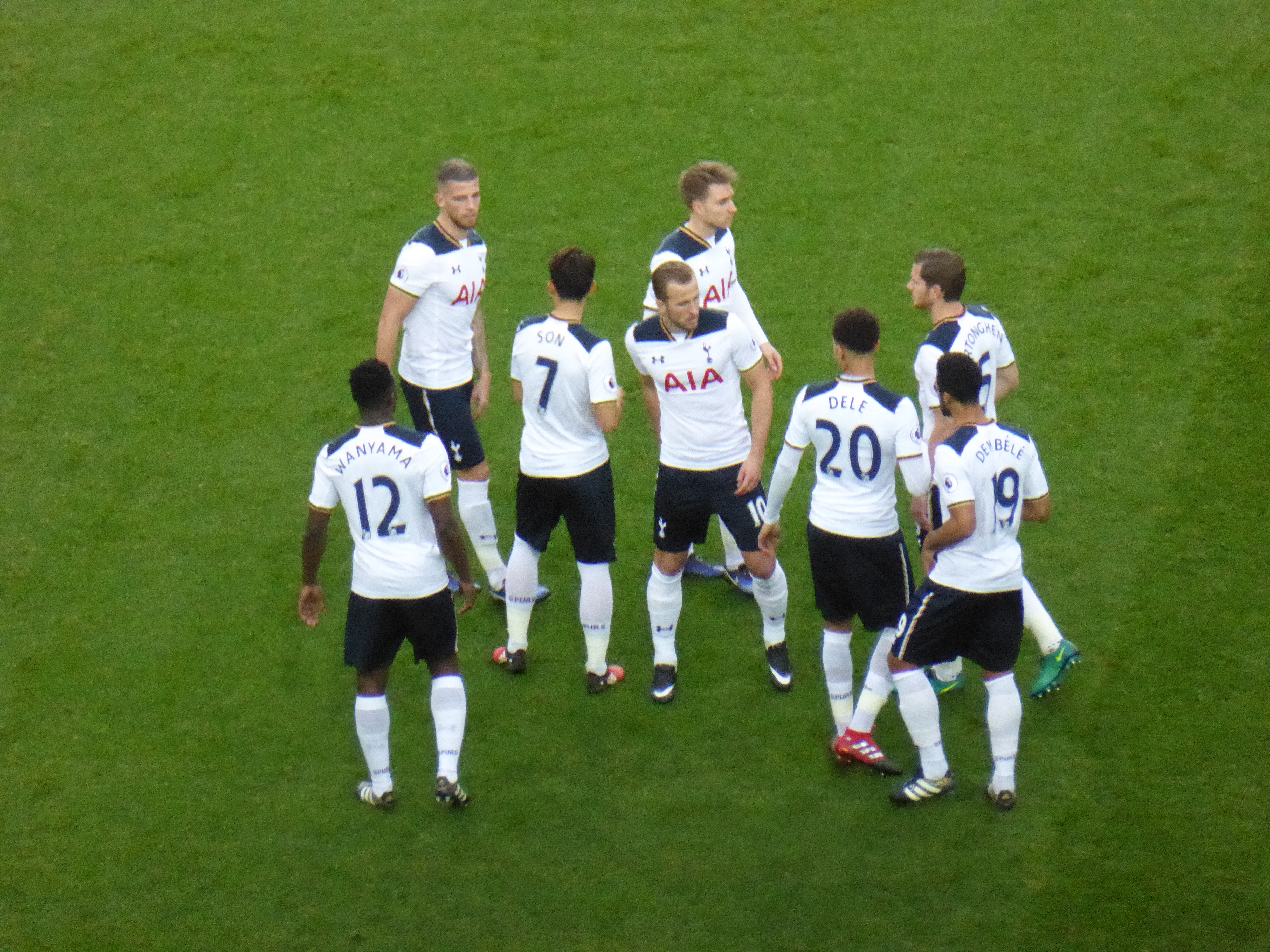
ケインら2016-17シーズンの中心メンバー

夏の移籍市場ではケニア代表MFビクター・ワニアマ、フランス代表MFムサ・シソコ、オランダ代表FWフィンチェント・ヤンセン、U-21フランス代表FWジョルジュ＝ケヴィン・エンクドゥを獲得。
昨シーズン活躍したハリー・ケイン、デレ・アリなどに加え、ソン・フンミンや新加入のビクター・ワニアマなどが活躍した。しかし、チェルシーとの優勝争いに敗れチームは2位でシーズンを終えた。ライバルであるアーセナルよりも高順位で終えたのは22年ぶりのことである。表彰では、ゴールデンブートにハリー・ケイン、PFA年間最優秀若手選手賞にデレ・アリ、PFA年間ベストイレブンにカイル・ウォーカー、ダニー・ローズ、デレ・アリ、ハリー・ケインが選出された。
1899年から本拠地であったホワイト・ハート・レーン最後のシーズンであった。最終戦はマンチェスター・ユナイテッドとの試合でビクター・ワニアマ、ハリー・ケインのゴールで2-1で勝利し、最終戦に華を添えた。終了後には最後の勝利を祝うサポーターがピッチになだれ込み空には虹が現れた。なお、リーグ戦におけるホーム戦では無敗を記録した。
UEFAチャンピオンズリーグ 2016-17ではグループリーグでASモナコ、バイエル・レバークーゼン、CSKAモスクワと同組になり、決勝トーナメント進出は確実かと思われていたが、2勝1分3敗のグループ3位で敗退した。ヨーロッパリーグに回ったが、ラウンド32でKAAヘントに敗れた。

#### 2017-18シーズン
当シーズンはウェンブリー・スタジアムを本拠地として使用した。
カイル・ウォーカーがマンチェスター・シティへ、ケヴィン・ヴィマーがストーク・シティへ完全移籍、レンタル移籍中のファシオはローマ、ベンタレブはシャルケへ完全移籍した。一方でアヤックスからコロンビア代表DFダビンソン・サンチェス、サウサンプトンからGKパウロ・ガッサニーガ、パリ・サンジェルマンからコートジボワール代表DFセルジュ・オーリエ、エストゥディアンテスからU-20アルゼンチン代表のフアン・フォイス、スウォンジーから元スペイン代表FWフェルナンド・ジョレンテを獲得した。1月の移籍市場ではパリ・サンジェルマンからブラジル代表MFルーカス・モウラを獲得。
UEFAチャンピオンズリーグ 2017-18ではグループリーグで前回王者のレアル・マドリードに勝利するなどして首位通過を果たした。ラウンド16では前回準優勝のユヴェントスと対戦。敵地での1stレグでは序盤に2点を失うもハリー・ケインとクリスティアン・エリクセンのゴールで追いついて2-2で終了。貴重なアウェイゴールを2つ奪い、優位な状況で迎えた本拠地での2ndレグでも前半にソン・フンミンのゴールで先制したが、後半にゴンサロ・イグアインとパウロ・ディバラに連続でゴールを許し1-2で逆転負け、2戦合計3-4で敗退した。

#### 2018-19シーズン
このシーズンからトッテナム・ホットスパー・スタジアムを本拠地として使用する予定だったが工事が間に合わず、シーズン前半戦はウェンブリーで試合が行われた。新スタジアム建設費がかさんだことにより夏の移籍市場では補強を一切行わなかった。シーズン前に補強を行わなかったのは全チームを通じてプレミアリーグ史上初であった。冬の移籍市場でも補強は行われなかった。
シーズン中は、ハリー・ケインやデレ・アリ、エリク・ラメラらが怪我に悩まされ、冬には主力のムサ・デンベレが移籍したが、プレミアリーグでは4位でフィニッシュして来季のUEFAチャンピオンズリーグ出場権を獲得した。
またこの年のUEFAチャンピオンズリーグではクラブ史上初の決勝進出を果たした。FCバルセロナ、インテル・ミラノと同組だったグループステージは2位での突破だったが、決勝トーナメントのラウンド16ではボルシア・ドルトムント相手に4-0で完勝。準々決勝ではエースのケインを怪我で欠きながらもソン・フンミンやフェルナンド・ジョレンテらの活躍により2戦合計4-4の撃ち合いの末にマンチェスター・シティを下した。なお、2ndレグでは開始21分で両チーム合計5得点が飛び交い、最速での5得点として大会記録を更新した。準決勝ではこの大会でレアル・マドリードやユヴェントスを破る快進撃を続けていたアヤックス・アムステルダムと対戦。ホームでの1stレグをドニー・ファン・デ・ベークのゴールにより0-1で落とすと、2ndレグでもマタイス・デ・リフトとハキム・ツィエクに得点を許し、前半終了時点で合計スコア0-3と絶望的な状況に追い込まれたが、ルーカス・モウラが55分にカウンターからゴールを沈め、その4分後にはゴール前の混戦から叩き込み、さらに95分にはハットトリックとなる3点目を決めて3-2で逆転勝利した。この結果2戦合計3-3で並び、アウェイゴールの差でクラブ史上初の決勝進出を果たしたが、決勝はリヴァプールに0-2で敗れた。
2019年4月には新本拠地トッテナム・ホットスパー・スタジアムが完成した。新スタジアムの初戦となったクリスタル・パレスFC戦ではソンがファーストゴールを記録し勝利した。

#### 2019-20シーズン
トッテナム史上最高額の移籍金でリヨンからタンギ・エンドンベレ、べティスからレンタルでジオヴァニ・ロ・チェルソなどを獲得し、またレアル・マドリードへの移籍が取り沙汰されていたエリクセンも残留した。
前年以上の成績が期待されたが、リーグ戦では12節終了時点で3勝5分4敗の14位に沈み、チャンピオンズリーグではバイエルンにホームで2-7で敗れるなど絶不調に陥った。11月19日、マウリシオ・ポチェッティーノ監督が解任され、後任にジョゼ・モウリーニョが就任した｡モウリーニョ監督の初戦となったアウェイのウェストハム戦では3-2で勝利した。モウリーニョ政権初のCLかつホームゲームとなるオリンピアコス戦では、2点を先制されるも的確な交代策により4-2で逆転勝利し、この勝利によって決勝トーナメント進出を決めた。
冬の移籍市場では、SLベンフィカからジェドソン・フェルナンデス、PSVからステーフェン・ベルフワインを獲得し、レンタル加入していたロ・チェルソを完全移籍で獲得した。一方で、エリクセンはインテル・ミラノに完全移籍、ダニー・ローズがニューカッスル・ユナイテッドに、カイル・ウォーカー・ピータースがサウサンプトンにレンタル移籍した。
20年1月1日、第21節サウサンプトン戦にて、エースのケインが左足ハムストリング断裂の重傷を負い、試合にも0-1で敗れた。チャンピオンズリーグのラウンド16でドイツ・ブンデスリーガのRBライプツィヒと対戦し、好調の相手にホームでの1stレグを落とした。2ndレグまでの期間に、FAカップでは5回戦でノリッジ・シティと対戦し、勝ちきれずPK戦に持ち込まれ、PKストッパーとして知られる相手GKティム・クルルの活躍により敗れた。また、3試合行われたリーグ戦でも一度も勝てず、タイトルに最後の望みを繋いだライプツィヒ戦2ndレグは0-3で完敗し無冠が決定した。6試合連続勝利なしの苦境の中、新型コロナウイルス感染拡大によりリーグ戦が中断。3ヶ月の中断期間にケインを含む多くの負傷者が復帰し、再開初戦のマンチェスター・ユナイテッド戦は引き分けたが、次戦のウェストハム戦では実に10試合ぶりのクリーンシートを達成し2-0で勝利した。次節シェフィールドU戦には敗れたものの、最終的に再開後9試合を5勝3分1敗で乗り切り、最終節でウォルバーハンプトンをまくって6位に滑り込み来季のヨーロッパリーグ出場権を確定させた。シーズン終了後、ヤン・フェルトンゲンとミシェル・フォルムの退団が発表された。

#### 2020-21シーズン
サウサンプトンの主将を務めていたピエール・エミール・ホイビュアや、バーンリーからジョー・ハート、ウルブズからマット・ドハーティを獲得した。また、レアル・マドリードから買い戻しオプション付きの完全移籍でセルヒオ・レギロンを、1年間のレンタルでガレス・ベイルを獲得し、ベイルは7年ぶりに古巣へと復帰することとなった。更に昨シーズンにベンフィカで公式戦24得点をマークしたカルロス・ヴィニシウスをレンタル移籍で獲得。国内移籍市場の終了直前にはチャンピオンシップのスウォンジー・シティからジョー・ロドンを獲得し、近年にないレベルの大型補強を敢行した夏となった。
9月13日のリーグ開幕節エヴァートン戦に敗れ2015-16シーズン以来の黒星スタートを切ったが、その後は10月の国際Aマッチウィークまでヨーロッパリーグ予選やEFLカップなど1週間に4試合ペースの超過密日程(計8試合)を無敗で乗り切るなど持ち直した。なお、8戦目のプレミアリーグ第4節オールド・トラッフォードでのマンチェスター・ユナイテッド戦では6-1での歴史的勝利を収めている。11月8日、リーグ第8節WBA戦に勝利し暫定ながらも首位に立ち、さらに同月中はマンチェスター・シティを破るなどして首位を走り続けたが、12月には初の連敗を喫するなど失速しその座を明け渡した。2021年1月10日、FA杯3次ラウンドにて8部リーグに所属するマリンFCを破ったが、この対戦は同大会史上最も格差のあるカードとして記録を更新した。2月10日、FA杯5回戦にてエヴァートンと撃ち合い、延長戦の末に4-5で敗退した。3月11日、ELラウンド16のディナモ・ザグレブ戦1stレグでは2-0で勝利するが、3月18日、2ndレグでは0-3で敗戦し、逆転敗退となった。カラバオカップではブレントフォードなどを破り決勝に進出したものの、リーグ戦後半でのBIG6との直接対決では5戦全敗を喫するなど前半戦の勢いを取り戻すことはできず、32節を終えて7位に沈み、4月19日、クラブの欧州スーパーリーグ参加発表の直後にモウリーニョ監督は解任された。後任は暫定でユースチームの前監督であるライアン・メイソンが務める。4月21日、スーパーリーグ構想からの脱退を発表し、同日のメイソン監督初戦となるサウサンプトン戦は2-1で勝利した。4月25日のカラバオカップ決勝ではマンチェスター・シティに0-1で敗れ、準優勝となった。5月23日、リーグ最終節レスター戦ではガレス・ベイルの2ゴールなどで勝利し、7位で来季のヨーロッパ・カンファレンスリーグ出場権を獲得した。シーズン終了後、パウロ・ガッサニーガとダニー・ローズの退団が発表された。

#### 2021-22シーズン
昨シーズンまでユヴェントスFCで幹部を務めていたファビオ・パラーティチが幹部に就任し、メイソン暫定監督の後任となる監督の招致を主導したが交渉は難航した。以前も監督を務めたポチェッティーノ、昨シーズンにインテル・ミラノを11年ぶりのリーグ優勝に導いたアントニオ・コンテ、前ASローマ監督のパウロ・フォンセカ、前SSCナポリ監督のジェンナーロ・ガットゥーゾなどと交渉したがいずれも決裂した。ガットゥーゾに至っては交渉の動きにサポーターがSNS上で反発し、交渉を取りやめる事態になった。
その他にも多くの候補者の名前が浮上したが最終的に、昨シーズンでウルブズを退任したヌーノ・エスピーリト・サントが監督に就任した。
監督が決まると補強の動きを強め、アタランタBCから買い取りオプション付きレンタル移籍でピエルルイジ・ゴッリーニ、同じくクリスティアン・ロメロをアタランタがユヴェントスから買い取りオプションを行使した同日に獲得し、セビージャFCからブライアン・ヒルをエリク・ラメラの譲渡＋金銭で獲得した。一方で長年守備に貢献したトビー・アルデルヴェイレルトをアル・ドゥハイルSCへ、前述の通りエリク・ラメラをセビージャへ、ジョー・ハートをセルティックFCへ放出した。また、マンチェスター・シティへの移籍を希望していたハリー・ケインも残留した。
シーズンの開幕戦では昨シーズン王者のマンチェスター・シティにソン・フンミンが1ゴールを挙げ勝利した。さらに3節まで1-0での3連勝を飾り首位に立ったが、4節クリスタル・パレス戦に0-3で敗れると、5,6節も多失点での敗戦を重ね失速。その後も同格以上のクラブにことごとく敗れて順位を落としていき、10月末のマンチェスター・ユナイテッド戦に0-3で敗れた直後にヌーノ監督は解任され、後任に前シーズンのセリエAでインテル・ミラノをスクデットに導いたアントニオ・コンテが就任した。
就任初戦となるECLグループリーグのフィテッセ戦では、OGが決勝点となり3-2で勝利した。またリーグでは初めの5試合の走行距離がヌーノ時代のリーグ最下位からトップに躍り出るなど変貌を遂げ、3勝2分と復調。12月19日のリーグ18節ではリヴァプールと引き分けたが、同クラブから勝点を奪ったのは2018年2月以来の出来事であった。2022年1月17日に発表されたFIFAプスカシュ賞では昨シーズンまで所属したエリク・ラメラが昨年のソン・フンミンに続いて受賞し、プスカシュ賞を連覇した史上初のクラブとなった。1月19日、リーグ17節レスター・シティ戦では、試合終了直前まで1-2とリードされていたものの、ベルフワインが僅か1分強の間に2得点し逆転勝利を収めた。94分52秒からの逆転勝利は、2011-12シーズン最終節のマンチェスター・シティ(91分14秒)を抜いてリーグ記録である(2023-24シーズン第5節に同クラブがシェフィールド・ユナイテッドFC戦で97分33秒からの逆転勝利を演じ記録を更新した)。5月12日に延期分となった第22節でCL出場権の4位を争うアーセナルとのノース・ロンドン・ダービーにて3-0と快勝し、CL出場権獲得へ大きな歩みとなった。最終節ではノリッジに5-0で勝利し、ソン・フンミンは2得点をあげ、アジア人初のプレミアリーグ得点王を獲得。リーグ戦を4位でフィニッシュし、翌季のCL出場権を獲得した。

#### 2022-23シーズン
夏の移籍市場では積極的な補強を敢行し、エヴァ―トンからリシャルリソンを、ブライトンからイヴ・ビスマを完全移籍で獲得。さらにインテルからイヴァン・ペリシッチがフリー移籍で、バルセロナからクレマン・ラングレがレンタル移籍で加入した。
開幕戦のサウサンプトン戦で4-1と快勝してスタートを切ると、そこからリーグ戦ではカタールワールドカップによる中断までCL圏の4位を維持し、CLでもグループリーグを首位で突破する戦いぶりを見せた。しかしワールドカップの中断が明けると怪我人などの事態に対応できず失速。冬の移籍ではスポルティングCPのペドロ・ポロやビジャレアルのアルノー・ダンジュマをレンタル移籍で獲得したが状況は好転せず、マンチェスター・ユナイテッドやニューカッスル・ユナイテッドに順位を先行される厳しい戦いが続いた。
3月にはFAカップでシェフィールド・ユナイテッドに、CLではACミランに立て続けに敗れてカップ戦から姿を消すと、18日のサウサンプトン戦後にコンテ監督がチームへの不満を記者会見で語り解任される事態となった。暫定監督としてクリスティアン・ステッリーニが就任したが、そのステッリーニもニューカッスル戦で1-6の大敗を喫して解任されるなど最後までチームの混乱を収めることが出来なかった。最終順位は8位に終わり、2008-09シーズンぶりに欧州カップ戦への出場を逃す失意のシーズンとなった。

#### 2023-24シーズン
2023年6月6日、新たな監督として、2022-23シーズンまでセルティックを指揮していたアンジェ・ポステコグルーが就任した。また、昨シーズンまでキャプテンを務めていたロリスが退団を希望したため、ソン・フンミンが新たにキャプテンに就任した。夏の移籍市場では、レスターからジェームズ・マディソン、エンポリからグリエルモ・ヴィカーリオ、ヴォルフスブルクからファン・デ・フェン、ノッティンガム・フォレストからブレナン・ジョンソンなど即戦力級の選手を多数獲得した。一方で、歴代クラブ最多得点記録を更新したアカデミー出身のハリー・ケインがバイエルン・ミュンヘンへ完全移籍した。冬の移籍市場では、ジェノアからラドゥ・ドラグシンを完全移籍で、ライプツィヒからティモ・ヴェルナーをローン移籍で獲得した。
初戦となったブレントフォード戦は引き分けたものの好調を維持。開幕から無敗で第8節に首位に立った。第11節チェルシー戦で今季初敗戦、そこから3連敗を喫して首位から陥落し、その後はアストン・ヴィラとCL出場圏内である4位以内を争う格好となった。しかし、第25節ウルヴス戦で1-2、第28節フラム戦で0-3、第32節ニューカッスル戦で0-4など要所要所で勝ち点の取りこぼしが目立ち、アストン・ヴィラに4位を先行される厳しい展開となった。第33節からのBIG6クラブとの3試合は力負けし、第37節のマンチェスター・シティ戦は結果次第でリーグ優勝争いの行方が左右されるため注目が集まったが、結果は0-2で敗戦。この時点で4位アストン・ヴィラとの勝ち点差が5となったため、5位以下が確定。2シーズン連続でCL出場権を逃す結果となってしまった。最終節のシェフィールド・ユナイテッド戦には勝利し、最終順位5位でフィニッシュ。来季のEL出場権を獲得した。

#### 2024-25シーズン
2024-25のリーグ戦はスパーズにとってプレミア創設以来最悪のシーズンとなった。序盤はエヴァートンに4-0、マンチェスター・ユナイテッドに3-0、ウェストハムとアストン・ヴィラに4-1、マンチェスター・シティに4-0など、大量点で勝つ試合が多く、概ね好調に推移する。一方でアーセナルとのノースロンドンダービーや昇格組のイプスウィッチに敗戦する。2025年に入ってからは調子を落とし、ニューカッスル戦からレスター戦まで4連敗を喫する。その後3連勝するも、4月6日のサウサンプトン戦を最後に勝利から遠ざかる。最終節のブライトン戦を1-4で落とし、降格圏ひとつ上の17位で終えた。2007-08以来の二桁順位、2部に降格した1976-77以来の低い順位だった。11勝5分22敗と大きく負け越し、1シーズンでのクラブ史上最多敗戦数を記録、また38試合制となってからのプレミアリーグで、残留したクラブの最多敗戦数となった。しかし大勝の試合も多かったため、得失点差は僅かに-1だった。
一方、ELでは着実に勝利を積み重ね、準決勝ではノルウェー王者のボデ/グリムトを2戦合計5-1で破り、決勝進出を果たした。決勝では同じくプレミアリーグのマンチェスター・ユナイテッドと対戦。42分のブレナン・ジョンソンの先制点を守り切り、1-0で勝利、1983-84シーズンに前身のUEFAカップを制して以来、通算3度目のEL優勝を果たした。クラブにとっては2007-08シーズンのカラバオ・カップ優勝以来の主要タイトル獲得となり、来季のCL出場権を獲得した。シーズン終了後、アンジェ・ポステコグルーが退任。

#### 2025-26シーズン
2025年6月12日、2024-25シーズンまでブレントフォードFCを指揮していたトーマス・フランクが新監督に就任。

## ユニフォーム

### ブランド
- 1978-1980: アドミラル
- 1980-1985: ルコック
- 1985-1991: ヒュンメル
- 1991-1995: アンブロ
- 1995-1999: Pony
- 1999-2002: アディダス
- 2002-2006: Kappa
- 2006-2012: プーマ
- 2012-2017: アンダーアーマー
- 2017-: ナイキ

### 胸スポンサー
- 1882-1983: なし
- 1983-1995: Holsten
- 1995-1999: ヒューレット・パッカード
- 1999-2002: Holsten
- 2002-2006: Thomson Holidays
- 2006-2010: Mansion.com Casino & Poker
- 2010-2013: Autonomy（リーグ戦）、Investec Bank（ヨーロッパカップ戦）
- 2013-2014: ヒューレット・パッカード（リーグ戦、HPがAutonomyを買収したことにより14年ぶりに復帰）、AIAグループ（ヨーロッパカップ戦）
- 2014-: AIAグループ[32]

## ダービーマッチ
同じ北ロンドンに本拠を構えるクラブ同士としてアーセナルFCとは激しいライバル関係にあり、サポーター同士のいがみ合いが強く両者の間には争いごとが絶えない。それをよく象徴するのがかつて同クラブに移籍したソル・キャンベルに対してトッテナムファンがユダ（裏切り者）と悪口を言った出来事である。両チームの対戦はノース・ロンドン・ダービーと呼ばれ、マンチェスター・ダービー、マージーサイド・ダービーと並び、リーグの三大ダービーマッチの一つに数えられている。同じロンドンを本拠地とするチェルシーFCやウェストハム・ユナイテッドFCとの対戦もロンドン・ダービーの一つである。

## サポーター
トッテナムは主に北ロンドンとホーム・カウンティに多くのファンを持つ。1946年から1969年の間に5度、イングランドにおける平均観客動員数で最多となった。2008-09シーズンのプレミアリーグにおける平均観客動員数は第9位であった。世界中にトッテナムのサポーターズクラブが存在し、クラブの歴史的なサポーターにはアルフレッド・エイヤーなどがいる。サポーターは主にロンドン地域内の複数のクラブとライバル関係にあり、最大のライバルは共に北ロンドンを本拠地とするアーセナルである。
他のロンドンの多くのクラブと同様に、トッテナムは多くのユダヤ人サポーターがおり、これがサポーターに対する反セム主義的な挑発につながっている。サポーターはこれに対抗してユダヤ人も非ユダヤ人も自分達を「イーズ（Yids）」と称する。ユダヤ人への侮蔑語であるイード（Yid）は、スパーズの本拠地周辺がユダヤ人の多く住む地域であることに対し、口汚い相手ファンからの嘲りの言葉として使われ始めたが、やがてスパーズファンはそれを逆手に取って、誇らしげに自称するようになった。自称イードの大半はおそらく本当のユダヤ人ではないが、厳密な定義は必要とされず、彼らはドイツ人のユルゲン・クリンスマンがチームに所属した時も「Chimm-chimminee, chim-chimminee, chim-chim-churoo, Juergen was a German, but now he’s a Jew（ユルゲンはドイツ人だったが、今ではユダヤ人だ）」というチャントをチム・チム・チェリーの節で唄った。
ユダヤ人団体や反人種差別団体からは「イード」の使用が人種差別を助長していると考えて、スパーズファンに自制を求める声もあるが、スパーズファンは自分たちが使用する「イード」はまったく無害なものだと考えている。
著名人のファンとしては元プロサッカー選手の父親を持つNBAのスティーブ・ナッシュ、水泳選手のイアン・ソープ、コールドプレイのジョニー・バックランド、WWE所属のプロレスラーフィン・ベイラー、QuizKnock所属の伊沢拓司等が知られている。また、俳優のジュード・ロウもスタンド観戦する姿を度々中継カメラに捉えられている。『007 スカイフォール』の主題歌でオスカーを受賞したアデルもスタジアムに足繁く通い、インタビューにも「私は偽物じゃない。本物のファンよ」と発言している。

## タイトル

### 国内タイトル
- フットボールリーグ : 2回
  - 1950-51, 1960-61

- FAカップ：8回 
  - 1900-01, 1920-21, 1960-61, 1961-62, 1966-67, 1980-81, 1981-82, 1990-91

- EFLカップ：4回 
  - 1970-71, 1972-73, 1998-99, 2007-08

- コミュニティーシールド：4回 
  - 1921, 1951, 1961, 1962

### 国際タイトル
- UEFAカップウィナーズカップ：1回 
  - 1962-63

- UEFAカップ/UEFAヨーロッパリーグ：3回
  - 1971-72, 1983-84, 2024-25

## 過去の成績
- 1980-81シーズンまでは1勝につき勝ち点2点。1981-82シーズンから勝ち点3点で加算

| シーズン | リーグ戦       | リーグ戦 | リーグ戦 | リーグ戦 | リーグ戦 | リーグ戦 | リーグ戦 | リーグ戦 | リーグ戦 | カップ戦     | リーグ杯     | 欧州カップ / その他                          | 欧州カップ / その他    | 最多得点者                                  | 最多得点者 |
| シーズン | ディビジョン   | 試       | 勝       | 分       | 敗       | 得       | 失       | 点       | 順位     | カップ戦     | リーグ杯     | 欧州カップ / その他                          | 欧州カップ / その他    | 選手                                        | 得点数     |
| -------- | -------------- | -------- | -------- | -------- | -------- | -------- | -------- | -------- | -------- | ------------ | ------------ | -------------------------------------------- | ---------------------- | ------------------------------------------- | ---------- |
| 1960-61  | ディビジョン1  | 42       | 31       | 4        | 7        | 115      | 55       | 66       | 1位      | 優勝         |              | —                                            | —                      | ボビー・スミス                              | 33         |
| 1961-62  | ディビジョン1  | 42       | 21       | 10       | 11       | 88       | 69       | 52       | 3位      | 優勝         |              | チャリティ・シールドヨーロピアンカップ       | 優勝準決勝敗退         | ジミー・グリーブス                          | 30         |
| 1962-63  | ディビジョン1  | 42       | 23       | 9        | 10       | 111      | 62       | 55       | 2位      | 3回戦敗退    |              | チャリティー・シールドカップウィナーズカップ | 優勝                   | ジミー・グリーブス                          | 44         |
| 1963-64  | ディビジョン1  | 42       | 22       | 7        | 13       | 97       | 81       | 51       | 4位      | 3回戦敗退    |              | カップウィナーズカップ                       | 1回戦敗退              | ジミー・グリーブス                          | 36         |
| 1964-65  | ディビジョン1  | 42       | 19       | 7        | 16       | 87       | 71       | 45       | 6位      | 5回戦敗退    |              | —                                            | —                      | ジミー・グリーブス                          | 35         |
| 1965-66  | ディビジョン1  | 42       | 16       | 12       | 14       | 75       | 66       | 44       | 8位      | 5回戦敗退    |              | —                                            | —                      | ジミー・グリーブス                          | 16         |
| 1966-67  | ディビジョン1  | 42       | 24       | 8        | 10       | 71       | 48       | 56       | 3位      | 優勝         | 2回戦敗退    | —                                            | —                      | ジミー・グリーブス                          | 31         |
| 1967-68  | ディビジョン1  | 42       | 19       | 9        | 14       | 70       | 59       | 47       | 7位      | 5回戦敗退    |              | チャリティ・シールドカップウィナーズカップ   | 優勝2回戦敗退          | ジミー・グリーブス                          | 29         |
| 1968-69  | ディビジョン1  | 42       | 14       | 17       | 11       | 61       | 51       | 45       | 6位      | 準々決勝敗退 | 準決勝敗退   | —                                            | —                      | ジミー・グリーブス                          | 36         |
| 1969-70  | ディビジョン1  | 42       | 17       | 9        | 16       | 54       | 55       | 43       | 11位     | 4回戦敗退    | 2回戦敗退    | —                                            | —                      | ジミー・グリーブス マーティン・チバース     | 11         |
| 1970-71  | ディビジョン1  | 42       | 19       | 14       | 9        | 54       | 33       | 52       | 3位      | 準々決勝敗退 | 優勝         | —                                            | —                      | マーティン・チバーズ                        | 34         |
| 1971-72  | ディビジョン1  | 42       | 19       | 13       | 10       | 63       | 42       | 51       | 6位      | 準々決勝敗退 | 準決勝敗退   | UEFAカップ                                   | 優勝                   | マーティン・チバーズ                        | 44         |
| 1972-73  | ディビジョン1  | 42       | 16       | 13       | 13       | 58       | 48       | 45       | 8位      | 4回戦敗退    | 優勝         | UEFAカップ                                   | 準決勝敗退             | マーティン・チバーズ                        | 33         |
| 1973-74  | ディビジョン1  | 42       | 14       | 14       | 14       | 45       | 50       | 42       | 11位     | 3回戦敗退    | 2回戦敗退    | UEFAカップ                                   | 準優勝                 | マーティン・チバーズ                        | 23         |
| 1974-75  | ディビジョン1  | 42       | 13       | 8        | 21       | 52       | 63       | 34       | 19位     | 3回戦敗退    | 2回戦敗退    | —                                            | —                      | ジョン・ダンカン                            | 12         |
| 1975-76  | ディビジョン1  | 42       | 14       | 15       | 13       | 63       | 63       | 43       | 9位      | 3回戦敗退    | 準決勝敗退   | —                                            | —                      | ジョン・ダンカン                            | 25         |
| 1976-77  | ディビジョン1  | 42       | 12       | 9        | 21       | 48       | 72       | 33       | 22位     | 3回戦敗退    | 3回戦敗退    | —                                            | —                      | クリス・ジョーンズ                          | 9          |
| 1977-78  | ディビジョン2  | 42       | 20       | 16       | 6        | 83       | 49       | 56       | 3位      | 3回戦敗退    | 3回戦敗退    | —                                            | —                      | ジョン・ダンカン                            | 20         |
| 1978-79  | ディビジョン1  | 42       | 13       | 15       | 14       | 48       | 61       | 41       | 11位     | 準々決勝敗退 | 2回戦敗退    | —                                            | —                      | ピーター・テイラー                          | 12         |
| 1979-80  | ディビジョン1  | 42       | 15       | 10       | 17       | 52       | 62       | 40       | 14位     | 準々決勝敗退 | 2回戦敗退    | —                                            | —                      | グレン・ホドル                              | 22         |
| 1980-81  | ディビジョン1  | 42       | 14       | 15       | 13       | 70       | 68       | 43       | 10位     | 優勝         | 準々決勝敗退 | —                                            | —                      | スティーブ・アーチボルド                    | 25         |
| 1981-82  | ディビジョン1  | 42       | 20       | 11       | 11       | 67       | 48       | 71       | 4位      | 優勝         | 準優勝       | チャリティ・シールドカップウィナーズカップ   | 優勝準決勝敗退         | ガース・クルックス                          | 18         |
| 1982-83  | ディビジョン1  | 42       | 20       | 9        | 13       | 65       | 50       | 69       | 4位      | 5回戦敗退    | 準々決勝敗退 | チャリティ・シールドカップウィナーズカップ   | 準優勝2回戦敗退        | スティーブ・アーチボルド ガース・クルックス | 15         |
| 1983-84  | ディビジョン1  | 42       | 17       | 10       | 15       | 64       | 65       | 61       | 8位      | 4回戦敗退    | 3回戦敗退    | UEFAカップ                                   | 優勝                   | スティーブ・アーチボルド                    | 28         |
| 1984-85  | ディビジョン1  | 42       | 23       | 8        | 11       | 78       | 51       | 77       | 3位      | 4回戦敗退    | 4回戦敗退    | UEFAカップフットボールリーグ・スーパーカップ | 準々決勝敗退準決勝敗退 | マーク・ファルコ                            | 29         |
| 1985-86  | ディビジョン1  | 42       | 19       | 8        | 15       | 74       | 52       | 65       | 10位     | 5回戦敗退    | 4回戦敗退    | —                                            | —                      | マーク・ファルコ                            | 25         |
| 1986-87  | ディビジョン1  | 42       | 21       | 8        | 13       | 68       | 43       | 71       | 3位      | 準優勝       | 準決勝敗退   | —                                            | —                      | クライヴ・アレン                            | 49         |
| 1987-88  | ディビジョン1  | 40       | 12       | 11       | 7        | 38       | 48       | 47       | 13位     | 4回戦敗退    | 3回戦敗退    | —                                            | —                      | クライヴ・アレン                            | 13         |
| 1988-89  | ディビジョン1  | 38       | 15       | 12       | 11       | 60       | 46       | 57       | 6位      | 3回戦敗退    | 4回戦敗退    | —                                            | —                      | クリス・ワドル                              | 14         |
| 1989-90  | ディビジョン1  | 38       | 19       | 6        | 13       | 59       | 47       | 63       | 3位      | 3回戦敗退    | 準々決勝敗退 | —                                            | —                      | ゲーリー・リネカー                          | 26         |
| 1990-91  | ディビジョン1  | 38       | 11       | 16       | 11       | 51       | 50       | 49       | 10位     | 優勝         | 準々決勝敗退 | —                                            | —                      | ゲーリー・リネカー ポール・ガスコイン       | 19         |
| 1991-92  | ディビジョン1  | 42       | 15       | 7        | 20       | 58       | 63       | 52       | 15位     | 3回戦敗退    | 準決勝敗退   | チャリティ・シールドカップウィナーズカップ   | 優勝準々決勝敗退       | ゲーリー・リネカー                          | 35         |
| 1992-93  | プレミアリーグ | 42       | 16       | 11       | 15       | 60       | 66       | 59       | 8位      | 準決勝敗退   | 3回戦敗退    | —                                            | —                      | テディ・シェリンガム                        | 28         |
| 1993-94  | プレミアリーグ | 42       | 11       | 12       | 19       | 54       | 59       | 45       | 15位     | 4回戦敗退    | 準々決勝敗退 | —                                            | —                      | テディ・シェリンガム                        | 15         |
| 1994-95  | プレミアリーグ | 42       | 16       | 14       | 12       | 66       | 58       | 62       | 7位      | 準決勝敗退   | 3回戦敗退    | —                                            | —                      | ユルゲン・クリンスマン                      | 29         |
| 1995-96  | プレミアリーグ | 38       | 16       | 13       | 9        | 50       | 38       | 61       | 8位      | 5回戦敗退    | 3回戦敗退    | インタートトカップ                           | GS敗退                 | テディ・シェリンガム                        | 24         |
| 1996-97  | プレミアリーグ | 38       | 13       | 7        | 18       | 44       | 51       | 46       | 10位     | 3回戦敗退    | 4回戦敗退    | —                                            | —                      | テディ・シェリンガム                        | 8          |
| 1997-98  | プレミアリーグ | 38       | 11       | 11       | 16       | 44       | 56       | 44       | 14位     | 4回戦敗退    | 3回戦敗退    | —                                            | —                      | ユルゲン・クリンスマン ダヴィド・ジノラ     | 9          |
| 1998-99  | プレミアリーグ | 38       | 11       | 14       | 13       | 47       | 50       | 47       | 11位     | 準決勝敗退   | 優勝         | —                                            | —                      | ステファン・イヴェルセン                    | 13         |
| 1999-00  | プレミアリーグ | 38       | 15       | 8        | 15       | 57       | 49       | 53       | 10位     | 3回戦敗退    | 4回戦敗退    | UEFAカップ                                   | 2回戦敗退              | ステファン・イヴェルセン                    | 17         |
| 2000-01  | プレミアリーグ | 38       | 13       | 10       | 15       | 47       | 54       | 49       | 12位     | 準決勝敗退   | 3回戦敗退    | —                                            | —                      | セルゲイ・レブロフ                          | 12         |
| 2001-02  | プレミアリーグ | 38       | 14       | 8        | 16       | 49       | 53       | 50       | 9位      | 準々決勝敗退 | 準優勝       | —                                            | —                      | グスタボ・ポジェ                            | 14         |
| 2002-03  | プレミアリーグ | 38       | 14       | 8        | 16       | 51       | 62       | 50       | 10位     | 3回戦敗退    | 3回戦敗退    | —                                            | —                      | テディ・シェリンガム ロビー・キーン         | 13         |
| 2003-04  | プレミアリーグ | 38       | 13       | 6        | 19       | 47       | 57       | 45       | 14位     | 4回戦敗退    | 準々決勝敗退 | —                                            | —                      | ロビー・キーン                              | 16         |
| 2004-05  | プレミアリーグ | 38       | 14       | 10       | 14       | 47       | 41       | 52       | 9位      | 準々決勝敗退 | 準々決勝敗退 | —                                            | —                      | ジャーメイン・デフォー                      | 22         |
| 2005-06  | プレミアリーグ | 38       | 18       | 11       | 9        | 53       | 38       | 65       | 5位      | 3回戦敗退    | 2回戦敗退    | —                                            | —                      | ロビー・キーン                              | 16         |
| 2006-07  | プレミアリーグ | 38       | 17       | 9        | 12       | 57       | 54       | 60       | 5位      | 準々決勝敗退 | 準決勝敗退   | UEFAカップ                                   | 準々決勝敗退           | ディミタール・ベルバトフ                    | 23         |
| 2007-08  | プレミアリーグ | 38       | 11       | 13       | 14       | 66       | 61       | 46       | 11位     | 4回戦敗退    | 優勝         | UEFAカップ                                   | ベスト16               | ディミタール・ベルバトフロビー・キーン      | 23         |
| 2008-09  | プレミアリーグ | 38       | 14       | 9        | 15       | 45       | 45       | 51       | 8位      | 4回戦敗退    | 準優勝       | UEFAカップ                                   | ベスト32               | ダレン・ベント                              | 17         |
| 2009-10  | プレミアリーグ | 38       | 21       | 7        | 10       | 67       | 41       | 70       | 4位      | 準決勝敗退   | 準々決勝敗退 | —                                            | —                      | ジャーメイン・デフォー                      | 24         |
| 2010-11  | プレミアリーグ | 38       | 16       | 14       | 8        | 55       | 46       | 62       | 5位      | 4回戦敗退    | 3回戦敗退    | チャンピオンズリーグ                         | 準々決勝敗退           | ラファエル・ファン・デル・ファールト        | 15         |
| 2011-12  | プレミアリーグ | 38       | 20       | 9        | 9        | 66       | 41       | 69       | 4位      | 準決勝敗退   | 3回戦敗退    | ヨーロッパリーグ                             | GS敗退                 | エマニュエル・アデバヨール                  | 18         |
| 2012-13  | プレミアリーグ | 38       | 21       | 9        | 8        | 66       | 46       | 72       | 5位      | 5回戦敗退    | 4回戦敗退    | ヨーロッパリーグ                             | 準々決勝敗退           | ガレス・ベイル                              | 26         |
| 2013-14  | プレミアリーグ | 38       | 21       | 6        | 11       | 55       | 51       | 69       | 6位      | 3回戦敗退    | 準々決勝敗退 | ヨーロッパリーグ                             | ベスト16               | エマニュエル・アデバヨール                  | 14         |
| 2014-15  | プレミアリーグ | 38       | 19       | 7        | 12       | 58       | 53       | 64       | 5位      | 4回戦敗退    | 準優勝       | ヨーロッパリーグ                             | ベスト32               | ハリー・ケイン                              | 31         |
| 2015-16  | プレミアリーグ | 38       | 19       | 13       | 6        | 69       | 35       | 70       | 3位      | 5回戦敗退    | 3回戦敗退    | ヨーロッパリーグ                             | ベスト16               | ハリー・ケイン                              | 28         |
| 2016-17  | プレミアリーグ | 38       | 26       | 8        | 4        | 86       | 26       | 86       | 2位      | 準決勝敗退   | 4回戦敗退    | チャンピオンズリーグ ヨーロッパリーグ        | GS敗退ベスト32         | ハリー・ケイン                              | 35         |
| 2017-18  | プレミアリーグ | 38       | 23       | 8        | 7        | 74       | 36       | 77       | 3位      | 準決勝敗退   | 4回戦敗退    | チャンピオンズリーグ                         | ベスト16               | ハリー・ケイン                              | 41         |
| 2018-19  | プレミアリーグ | 38       | 23       | 2        | 13       | 67       | 39       | 71       | 4位      | 4回戦敗退    | 準決勝敗退   | チャンピオンズリーグ                         | 準優勝                 | ハリー・ケイン                              | 24         |
| 2019-20  | プレミアリーグ | 38       | 16       | 11       | 11       | 61       | 47       | 59       | 6位      | 5回戦敗退    | 3回戦敗退    | チャンピオンズリーグ                         | ベスト16               | ハリー・ケイン                              | 24         |
| 2020-21  | プレミアリーグ | 38       | 18       | 8        | 12       | 68       | 45       | 62       | 7位      | 5回戦敗退    | 準優勝       | ヨーロッパリーグ                             | ベスト16               | ハリー・ケイン                              | 33         |
| 2021-22  | プレミアリーグ | 38       | 22       | 5        | 11       | 69       | 40       | 71       | 4位      | 5回戦敗退    | 準決勝敗退   | ヨーロッパカンファレンスリーグ               | GS敗退                 | ハリー・ケイン                              | 27         |
| 2022-23  | プレミアリーグ | 38       | 18       | 6        | 14       | 70       | 63       | 60       | 8位      | 5回戦敗退    | 3回戦敗退    | チャンピオンズリーグ                         | ベスト16               | ハリー・ケイン                              | 32         |
| 2023-24  | プレミアリーグ | 38       | 20       | 6        | 12       | 74       | 61       | 66       | 5位      | 4回戦敗退    | 2回戦敗退    | —                                            | —                      | 孫興ミン                                    | 17         |
| 2024-25  | プレミアリーグ | 38       | 11       | 5        | 22       | 64       | 65       | 38       | 17位     | 4回戦敗退    | 準決勝敗退   | ヨーロッパリーグ                             | 優勝                   | ブレナン・ジョンソン                        | 18         |

## 現所属メンバー
プレミアリーグ2024-25シーズン 開幕フォーメーション（4-3-3）
2025年8月5日現在
注：選手の国籍表記はFIFAの定めた代表資格ルールに基づく。
| No. | Pos. |              | 選手名                    |
| --- | ---- | ------------ | ------------------------- |
| 1   | GK   | イタリア     | グリエルモ・ヴィカーリオ  |
| 3   | DF   | ルーマニア   | ラドゥ・ドラグシン        |
| 4   | DF   | オーストリア | ケヴィン・ダンソ ()       |
| 6   | MF   | ポルトガル   | ジョアン・パリーニャ      |
| 8   | MF   | マリ共和国   | イヴ・ビスマ ()           |
| 9   | FW   | ブラジル     | リシャルリソン            |
| 10  | MF   | イングランド | ジェームズ・マディソン ★  |
| 11  | FW   | フランス     | マティス・テル ()         |
| 13  | DF   | イタリア     | デスティニー・ウドギー () |
| 14  | MF   | イングランド | アーチー・グレイ ★☆       |
| 15  | MF   | スウェーデン | ルーカス・ベリヴァル ☆    |
| 17  | DF   | アルゼンチン | クリスティアン・ロメロ    |
| 18  | FW   | 大韓民国     | ヤン・ミンヒョク          |
| 19  | FW   | イングランド | ドミニク・ソランケ ★      |
| 20  | FW   | ガーナ       | モハメド・クドゥス        |
| 21  | MF   | スウェーデン | デヤン・クルゼフスキ ()   |

| No. | Pos. |              | 選手名                       |
| --- | ---- | ------------ | ---------------------------- |
| 22  | FW   | ウェールズ   | ブレナン・ジョンソン ()★     |
| 23  | DF   | スペイン     | ペドロ・ポロ                 |
| 24  | DF   | イングランド | ジェド・スペンス ★           |
| 27  | FW   | イスラエル   | マノル・ソロモン ()          |
| 28  | FW   | フランス     | ウィルソン・オドベール ☆     |
| 29  | MF   | セネガル     | パペ・マタル・サール         |
| 30  | MF   | ウルグアイ   | ロドリゴ・ベンタンクール     |
| 31  | GK   | チェコ       | アントニーン・キンスキー     |
| 33  | DF   | ウェールズ   | ベン・デイヴィス ★           |
| 37  | DF   | オランダ     | ミッキー・ファン・デ・フェン |
| 40  | GK   | イングランド | ブランドン・オースティン ()★ |
| 44  | FW   | イングランド | デーン・スカーレット         |
| 45  | MF   | イングランド | アルフィー・ディヴァイン     |
| 80  | FW   | クロアチア   | ルカ・ヴシュコヴィッチ       |
| 81  | FW   | 日本         | 高井幸大                     |
| —   | FW   | スペイン     | ブライアン・ヒル             |

※括弧内の国旗はその他の保有国籍を、★はホーム・グロウン選手、☆は21歳以下の選手を示す。
監督
- トーマス・フランク

### ローン移籍選手
in
注：選手の国籍表記はFIFAの定めた代表資格ルールに基づく。
| No. | Pos. |            | 選手名                                          |
| --- | ---- | ---------- | ----------------------------------------------- |
| 6   | MF   | ポルトガル | ジョアン・パリーニャ (FCバイエルン・ミュンヘン) |

| No. | Pos. |  | 選手名 |
| --- | ---- |  | ------ |

out
注：選手の国籍表記はFIFAの定めた代表資格ルールに基づく。
| No. | Pos. |              | 選手名                                           |
| --- | ---- | ------------ | ------------------------------------------------ |
| 35  | DF   | イングランド | アシュリー・フィリップス (ストーク・シティFC) () |

| No. | Pos. |              | 選手名                                  |
| --- | ---- | ------------ | --------------------------------------- |
| 36  | FW   | アルゼンチン | アレホ・ベリス (CAロサリオ・セントラル) |

## 歴代監督
- フランク・ブレッテル 01.08.1898 - 31.05.1899
- ジョン・キャメロン 01.08.1899 - 31.05.1906
- フレッド・カークハム 01.08.1907 - 31.05.1908
- ペーター・マクウィリアム 01.01.1913 - 01.02.1927
- ビリー・ミンター 01.02.1927 - 01.11.1929
- パーシー・スミス 01.01.1930 - 01.04.1935
- ジャック・トレサダーン 01.06.1935 - 30.04.1938
- ペーター・マクウィリアム 01.05.1938 - 01.06.1942
- アーサー・ターナー 01.08.1942 - 01.01.1946
- ジョー・ハルム 01.01.1946 - 01.05.1949
- アーサー・ロウ 01.05.1949 - 01.07.1955
- ジミー・アンダーソン 01.07.1955 - 01.10.1958
- ビル・ニコルソン 01.10.1958 - 29.08.1974
- テリー・ニール 01.09.1974 - 23.06.1976
- キース・バーキンショー 14.07.1976 - 25.06.1984
- ペーター・シェリーヴス 25.06.1984 - 13.05.1986
- デビッド・プリート 16.05.1986 - 23.10.1987
- テリー・ヴェナブルズ 28.11.1987 - 30.06.1991
- ペーター・シェリーヴス 23.07.1991 - 15.05.1992
- ダグ・リヴァーモア 27.05.1992 - 19.06.1993
- オズワルド・アルディレス 19.06.1993 - 01.11.1994
- スティーブ・ペリマン 01.11.1994 - 15.11.1994
- ジェリー・フランシス 15.11.1994 - 19.11.1997

- クリスティアン・グロス 19.11.1997 - 05.09.1998
- デビッド・プリート 07.09.1998 - 01.10.1998
- クリス・ヒュートン 07.09.1998 - 01.10.1998
- ジョージ・グラハム 01.10.1998 - 16.03.2001
- デビット・プリート 16.03.2001 - 02.04.2001
- グレン・ホドル 02.04.2001 - 21.09.2003
- デビッド・プリート 21.09.2003 - 03.06.2004
- ジャック・サンティニ 03.06.2004 - 05.11.2004
- マルティン・ヨル 05.11.2004 - 25.10.2007
- ファンデ・ラモス 27.10.2007 - 25.10.2008
- ハリー・レドナップ 26.10.2008 - 14.6.2012
- アンドレ・ヴィラス・ボアス 2.7.2012 - 16.12.2013
- ティム・シャーウッド 17.12.2013 - 13.05.2014
- マウリシオ・ポチェッティーノ  17.05.2014 - 19.11.2019
- ジョゼ・モウリーニョ  20.11.2019 - 19.04.2021
- ライアン・メイソン 19.04.2021 - 30.06.2021
- ヌーノ・エスピーリト・サント  30.06.2021 - 31.10.2021
- アントニオ・コンテ 02.11.2021 - 26.03.2023
- クリスティアン・ステッリーニ 26.03.2023 - 24.04.2023
- ライアン・メイソン 24.04.2023 - 06.06.2023
- アンジェ・ポステコグルー  06.06.2023 - 06.06.2025
- トーマス・フランク  06.12.2025 -